# Guglielmo di Mortain
Guglielmo di Mortain, conte di Mortain, conte di Cornovaglia (1060
/1074 circa – Bermondsey, dopo il 1140), fu conte de Mortain dal 1090 al 1106 e conte di Cornovaglia dal 1090 al 1104.

## Origine
Sia secondo il cronista, priore dell'abbazia di Bec e sedicesimo abate di Mont-Saint-Michel, Robert di Torigny, che la Chronica Albrici Monachi Trium Fontium, Guglielmo era il figlio primogenito ed unico figlio maschio del conte de Mortain e conte di Cornovaglia, Roberto di Mortain e di Matilde di Montgomery († circa 1085), figlia di Ruggero II di Montgomery, che sarà il primo conte di Shrewsbury, e Mabel di Bellême, come ci conferma il monaco e cronista inglese, Orderico Vitale.
 Sia secondo il monaco e cronista normanno Guglielmo di Jumièges, autore della sua Historiæ Normannorum Scriptores Antiqui, che secondo Orderico Vitale, Roberto di Mortain era il figlio secondogenito del cavaliere Erluino di Conteville (ca. 1001-ca. 1066) e di una donna di umili origini, Herleva o Arletta di Falaise (ca. 1010-ca. 1050), che, sempre secondo Guglielmo di Jumièges era figlia di Fulberto o Herberto, un cameriere del duca (Herleva Fulberti cubicularii ducis filia) e della moglie Duda o Duwa, come ci conferma la Chronica Albrici Monachi Trium Fontium.

## Biografia
Guglielmo era figlio di Roberto di Mortain, fratellastro (fratello uterino) di Guglielmo I d'Inghilterra, e di Matilde di Montgomery, figlia di Roger Mortimer, I conte di Shrewsbury e Mabel de Bellême.
Risulta che Guglielmo sia nato prima del 1084, possibilmente tra il 1060 e il 1074.
Suo padre, Roberto morì nel 1090. L'Ex Obituario ecclesiæ Moretoniensis riporta il giorno della morte di Oddone: l'8 dicembre e nei titoli di conte di Mortain e di Cornovaglia gli succedette Guglielmo.
Secondo Guglielmo di Malmesbury, Guglielmo fece richiesta di avere la contea di Kent che era stata di suo zio, Oddone di Bayeux, senza però ottenere soddisfazione, sia da Guglielmo II il Rosso che poi da Enrico I Beauclerc.
Sin dall'infanzia, Guglielmo nutriva una profonda avversione per suo cugino Enrico I d'Inghilterra e rivendicava con forza anche la contea del Kent di suo zio Oddone, vescovo di Bayeux.
Elementi utili per l'interpretazione del carattere di Guglielmo si rinvengono nella Hyde Chronicle, ove lo si definisce "incorreggibilmente turbolento", e nella rappresentazione che ne da William of Malmesbury, definendolo dotato di una "spudorata arroganza".
Il re continuò a rinviare l'esame delle richieste di Guglielmo per la Contea del Kent e gli offrì, invece, la mano di Maria di Scozia, la sorella della regina Matilde, che Guglielmo immediatamente rifiutò. Enrico la diede pertanto in sposa a Eustachio III, conte di Boulogne.
Enrico proseguiva nel mantenere in stallo le richieste di Guglielmo finché questi avesse avuto rapporti con i Montgomery, i suoi zii, e lo esiliò dall'Inghilterra, e, secondo il Florentii Wigornensis Monachi Chronicon, nel 1104, Enrico lo espropriò della Cornovaglia e di tutte le terre che possedeva in Inghilterra.
Allora Guglielmo partì furioso per la Normandia, ove si unì alle forze del duca di Normandia Roberto Cosciacorta.
In Normandia, Guglielmo attaccò parecchi dei possedimenti di Enrico, dando al re ampi motivi per privarlo di tutti i suoi onori inglesi.
Nel 1105, Guglielmo si unì a Roberto II di Bellême e attaccarono il Cotentin dove risiedevano alcuni alleati di Enrico I. Allora Enrico I reagì, bruciò Bayeux e occupò Caen, per proseguire verso la contea di Mortain, dove Guglielmo si era asserragliato, nel castello di Tinchebray, dove avvenne lo scontro decisivo tra i due fratelli, Enrico e Roberto II di Normandia. Secondo il Florentii Wigornensis Monachi Chronicon Enrico aveva assediato il castello di Tinchebray e la battaglia con la vittoria di Enrico avvenne il 29 settembre 1106.
Guglielmo fu catturato (secondo Orderico Vitale dal contingente Bretone) assieme al duca Roberto II durante la Battaglia di Tinchebray, mentre Roberto II di Bellême, riuscì a fuggire. Guglielmo e Roberto II furono inviati in Inghilterra, dove furono tenuti prigionieri. La prigionia di Guglielmo è confermata anche da Robert di Torigny, mentre Guglielmo di Jumièges sostiene che Enrico I condusse con sé Roberto II, Guglielmo ed alcuni altri e li tenne in custodia per tutta la loro vita ed ancora Orderico Vitale sostiene che la loro prigionia consisteva nel non poter uscire dal luogo di detenzione, ma per il resto poteva considerarsi dorata (supplied with luxuries of every kind).
Molto probabilmente Guglielmo ottenne la libertà dopo la morte di Enrico I (dicembre 1135) e, nel 1140, divenne monaco cluniacense presso la Bermondsey Abbey, a Bermondsey, dove morì. Di Guglielmo non si conosce l'anno esatto della morte.

## Matrimonio e discendenza
Verso il 1100, Guglielmo, aveva sposato Adelisa, di cui non si conoscono i nomi degli ascendenti, che viene citata assieme al marito in una donazione fatta all'Abbazia di Marmoutier, fondata da San Martino di Tours a Marmoutier. Da Adelisa Guglielmo non ebbe figli, né si conoscono altri discendenti.

### Fonti primarie
- (LA)  Rerum gallicarum et francicarum scriptores, tomus XXIII.
- (LA)  Florentii Wigorniensis monachi Chronicon, Tomus II.
- (LA)  Chronique de Robert de Torigni, abbé du Mont-Saint-Michel, vol I.
- (LA)  Monumenta Germanica Historica, tomus XXIII.
- (EN)  The ecclesiastical history of England and Normandy, vol. III.
- (LA)  Ordericus Vitalis, Historia Ecclesiastica, vol. III, liber VI - IX.
- (LA)  Ordericus Vitalis, Historia Ecclesiastica, vol. II, liber III - V.
- (LA)  Historiæ Normannorum Scriptores Antiqui.

### Letteratura storiografica
- William John Corbett, "L'evoluzione del ducato di Normandia e la conquista normanna dell'inghilterra", cap. I, vol. VI (Declino dell'impero e del papato e sviluppo degli stati nazionali) della Storia del Mondo Medievale, 1999, pp. 5–55.
- William John Corbett, "Inghilterra, 1087-1154", cap. II, vol. VI (Declino dell'impero e del papato e sviluppo degli stati nazionali) della Storia del Mondo Medievale, 1999, pp. 56–98.